# Марио Роата
Марио Роата (итал. Mario Roatta; Модена 2. фебруар 1887 — Рим, 7. јануар 1968) је био италијански генерал. Био је заповедник италијанских снага у Шпанском грађанском рату и током Другог светског рата у окупираној Југославији. Био је командант 2. италијанске армије, чије је седиште било у Ријеци, и врховни командант италијанских војних снага на Балкану. Заступао је политику
сарадње са четницима и помагања њихових јединица оружјем, муницијом, новцем и другим у борби против партизана.
После рата СФРЈ је тражила његово изручење да би му се судило због ратних злочина на територији Југославије, али до тога никада није дошло.

## Шпански грађански рат
Марио Роата се борио уз Франкове трупе у Шпанском грађанском рату, где је именован за команданта италијанског Добровољачког корпуса.
Почетком 1937. Роата је предводио италијанску војску у бици код Малаге, која се завршила великом победом националиста. Међутим, касније је имао водећу улогу у планирању битке код Гвадалахаре, која се завршила тешким италијанским поразом. Роата је 1938. смењен са места заповедника Добровољачког корпуса.

## Други светски рат у Југославији

### Италијанско повлачење и сарадња са четницима
У окупираној Југославији генерал Роата је био командант више команде италијанске војске за Словенију и Далмацију. Споразумом Роата-Павелић је 19. јуна 1942. године формализован је договор између Италијана и усташа око повлачења око половине италијанске војске присутне у зонама II и III, а усташкој влади је препуштена обавеза да снабдевају четничке јединице које су основали Италијани, под условом да четници признају суверенитет НДХ. По истом споразуму четници су образовани у Добровољачку антикомунистичку милицију за борбу против партизана и њихових присталица.
Од септембра 1942. четници су покушавали да убеде Италијане да изврше велику антипартизанску операцију у својој окупационој зони. Роата се срео са четничким вођом Илијом Трифуновићем-Бирчанином 10. и 21. септембра. Трифуновић га је подстицао да преузме акцију против партизана у области Прозора и Ливна и понудио помоћ 7.500 четника под условом да Италијани обезбеде оружје и друге потребе. После контаката са Илијом Трифуновићем-Бирчанином и Добросавом Јевђевићем, Роата је са четницима 29. септембра потписао споразум којим су регулисане легализација четничких одреда под италијанском војном управом у Босни и Херцеговини, издавање четницима плата, хране, униформи, оружја, муниције и осталог ратног материјала за борбу против партизана. На основу овог споразума италијанска окупациона команда упутила је четнике у борбу против партизана код Прозора, у октобру 1942, као и на друга бојишта.
Роата је био заповедник италијанских снага у четвртој непријатељској офанзиви против југословенских партизана 1943. године.
У септембру 1942. писао је у Министарству иностраних послова:
„Морате признати да је Хрватска, углавном минирана у смислу етничког састава, услед приступања Босне и Херцеговине, јер ово подручје нема везе са Xрватском у правом смислу те речи, а претежно је насељен православним и муслиманима. Босна и Херцеговина нема никакве везе са Xрватском, од које је дели широк слив Саве, не само физички, јер док cе у Хрватској осећа историјски и културни утицај Беча, Босна и Херцеговина своје навике, обичаје, ношње и начин живота одражава значајан утицај Византије и ефекат дуге турске владавине. Босна је разнолика, типично балкански простор, може бити све само не Хрватска”.

## Италијанско ратиште
Роата је био задужен за одбрану Рима од Немаца после капитулације Италије.